# 对习近平的争议

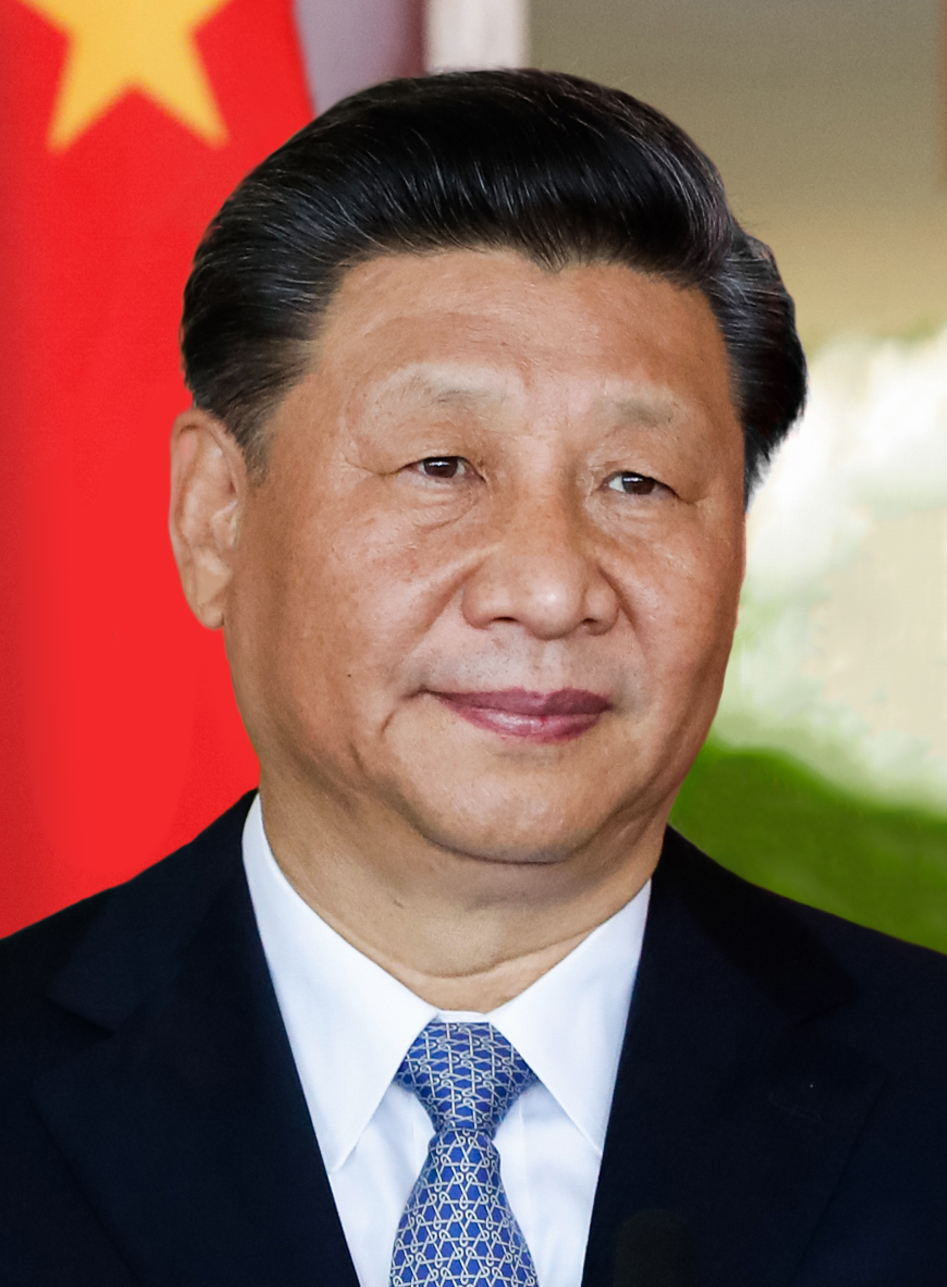
2019年的习近平

对习近平的争议，主要包括个人争议、公共政策争议、独裁统治争议以及言论审查争议，此外，中国大陆境外的网络社区和媒体亦有较多的对习近平的负面称呼广为流传，不少针对习近平的抗议时有发生。另外，还存在一些关于习近平其人的谣传。
自2012年出任中共中央总书记的习近平被普遍认为是中华人民共和国历史上继毛泽东之后最有权势的领导人，并预计会长期执掌政权。他任期内的行为也接二连三产生较大争议，如：掌控并利用反腐敗政策巩固派系以加强對政局稳定、全方面压制香港“反送中”民主运动、中美贸易争端中的决策失误、“战狼式”外交辞令、在2019冠状病毒病疫情初期的隐瞒与轻视其後又倒转走向極端清零政策、2020年中国南方水灾期间的冷处理、言論、法律的嚴厲管制等。由於缺乏专业性的政治团队又加之高度的權力集中決策，部分异议人士戏仿中国政府政治宣传用语，讽刺习近平为“总加速师”，支持其連任，意指加速倒退中共执政的统治基础。2022年10月的中共二十届一中全会上，习近平在面临违背废除干部领导职务终身制的争议中，开始中共中央总书记的第三任期。2023年3月的十四届全国人大一次会议上，习近平在2018年修宪废除任期限制的法律背景下，以惊人的2952票赞成、0票反对、0票弃权的结果，全票当选国家主席，自此产生了自1949年中华人民共和国成立以来的首次国家元首三连任。

## 个人争议
对习近平的个人争议主要包括两方面。
一方面，习近平家族人员曾经名列涉及全世界大部分国家政治高层人士的知名丑闻巴拿马文件的名单上，他的许多近亲属都被指拥有巨额财产。他本人亦被观察到佩戴万元欧米茄手表。因此产生对习近平财产的相关争议。
另一方面，习近平明面上的学历虽然是中国顶尖学府清华大学的博士学位，但是其研究生学位系在职，而再往前则是工农兵的大学普通班学历，并且在他进入清华大学化学工程系就读之前是初中肄业学历，因此被怀疑是注水学历。中共原中央组织部副部长、习近平父亲习仲勋昔日好友李锐生前曾接受美国之音采访称习近平文化水平低、只有小学程度。部分舆论认为，习近平因而产生了许多的离谱口误和争议言论。
习近平另外还有前往庆丰包子铺吃早餐的事情引发过习近平是亲民还是作秀的争议，以及一些其他争议。

## 公共政策争议
习近平主政福州等地时的地方公共政策曾引发过一些争议，有部分舆论观点认为习近平在诸如福州等地的治理不力，未能促进地方经济发展。
习近平出任总书记以后，他的部分国家公共政策（如雄安新区、粤港澳大湾区、战狼外交、一带一路）也引发了许多争议。部分舆论声音认为，习近平在2019冠状病毒病最初猛烈的疫情期间、2020年中国南方水灾期间、2021年7月河南暴雨期间以及2023年京津冀暴雨等期间并不主动前往相关疫区灾区，甚至刻意前往与相关地区较远的地区来躲灾，并认为他面对相关事务的处理也不恰当。动态清零政策也被认为充满争议。

## 独裁统治争议
习近平上任总书记以来被部分舆论认为通过反腐败政策行打压异己之实，以掌控权力，建立极权统治，推动对他的个人崇拜，扶植自己的政治派系，打压其他党内派系以及红二代，打压香港的法治与自由，迫害少数民族（被部分舆论认为对维吾尔族实施迫害的新疆教培中心和取消蒙古语授课等），大量逮捕、软禁国内民运人士、维权人士、信访人士、维权律师等。
2018年，习近平推动修改了宪法，取消了国家主席连任次数限制。在2022年中共二十大闭幕会上，前中共中央总书记胡锦涛被带离会场，随后习近平连任了第三任中共中央总书记和中央军委主席任期，其亲信也占据整个中共中央政治局，被认为是习近平的独裁统治到达巅峰。
中共二十大会议通过了政治报告、中共党章修正案等，其中新党章加入了“敢于斗争及增强斗争本领”和强调“传承红色基因”。独立学者温志刚表示，中共政權的新党章的基本精神已经确定将斗争哲学取代过去数十年的建设哲学。他说：“党章基本精神已经决定他要以斗争哲学取代过去四十年的建设哲学、经济发展哲学。这种包含斗争的党章是未来五年，甚至更长时间的（中共）总路线、新的纲领”。
2023年6月20日，美國總統拜登在出席加利福尼亚州的一場募捐活動時，提到年初的間諜氣球事件，間接稱習近平為「獨裁者」，引起中方不滿。

## 言论审查争议
部分舆论认为，习近平对自身的批评和舆论给他取的昵称、外号、负面称呼等展开了大量的言论审查。另外亦有舆论指控习近平对含有自己姓名的普通汉语词语，如“陋习”等进行审查和避讳。
2021年11月26日，世界卫生组织将南非报告的严重急性呼吸综合征冠状病毒2B.1.1.529谱系命名为“奥密克戎变异株”，上一个变异株是缪变异株，跳过了纽、克西（Xi）两个希腊字母，其中跳过克西被认为是为了避免和习近平的姓氏罗马字相同，引发争议。
2023年3月30日人民日报报刊因漏印“习近平”三字被紧急召回，引发舆论关注。

## 对习近平的负面称呼
基於對习近平的争议，对習近平的稱呼有總加速師、习大大、习特勒、习維尼、習包子、细颈瓶、庆丰帝、宽衣帝、崇禎帝（明朝末代皇帝）等。2016年4月，中共中央下达文件，要求各地停止使用「习大大」。

## 针对习近平的抗议活动
- 2016年9月1日，在吉林省的權平穿上一件印有“XITLER”“習包子”和“大撒幣”的白色T恤上班，以“習特勒”（Xitler）諷刺習近平是希特勒，並將其自拍上傳至個人Twitter。同月30日，權平向海外朋友透露，打算在10月1日穿批習標語的衣服上街，結果當晚其美國朋友、留美學生古懿收到他發出緊急訊息表示“出事了”，之後便沒有與他有關的信息。外界在多月後才確認，權平被秘密拘捕[56]。
- 2018年7月4日，董瑤瓊對在推特上直播潑墨習近平畫像。[57]
- 2018年7月，王美余在湖南多地長沙多地舉著寫有“強烈要求習近平立即下台，讓位全民選舉”的標語牌，此後被逮捕。9月23日，其家屬從警方處接到其死訊，疑似被警察施加暴力致死。[58][59][60]
- 2020年5月，山東詩人魯楊（本名張桂祺）在微信上上傳一段視頻，視頻中魯楊擲地有聲地詠讀著牆上字輻：“習近平下台，中共獨裁政權必須結束”。[61]
- 2022年1月13日，深圳羅湖有人手持橫幅標語，高呼“打倒習近平！反對修改憲法！”他被部分網民和媒體稱為羅湖勇士。[61][62]
- 2022年10月13日，北京四通橋有人打出罷免習近平標語。[61]
- 2022年10月16日，在英港人組織“捍衛港人陣線”在中國曼徹斯特總領館前發起示威，引發中國駐曼徹斯特總領事館毆人事件。
- 2022年11月24日晚，烏魯木齊市一高層住宅樓發生火災，造成10人死亡，9人受傷。[63]許多民眾認為“動態清零”政策導致的疫情封控使得火災救援受阻，被困人員無法及時逃生。[64]次日，大量烏魯木齊民眾突破封鎖，舉國旗唱國歌進行示威游行，要求立即結束封控，並高喊「習近平下台」、「共產黨下台」等口號，其後示威延伸至全國各地，最終爆發「白紙運動」。

## 和习近平有关的谣传
“习下李上”和“李桥铭军变”是2个和习近平有关的政治谣传，被部分媒体认为反映了习近平在有些方面“不得民心”。